# 733

## Esdeveniments
- Narbona: Els musulmans, dirigits per Abd-al-Màlik ibn Qàtan al-Fihrí, remunten el Roine i provoquen una sèrie de saquejos.
- Constantinoble: L'emperador Lleó III Isàuric segella una aliança amb els khàzars que durarà cent anys.
- Imperi Romà d'Orient: Una poderosa flota enviada a recuperar Ravenna i Roma és destruïda per una tempesta a la mar Adriàtica.

## Naixements
- Japó: Ki no Kosami, tercer shōgun de l'imperi. (m. 797)